# 北橋健治

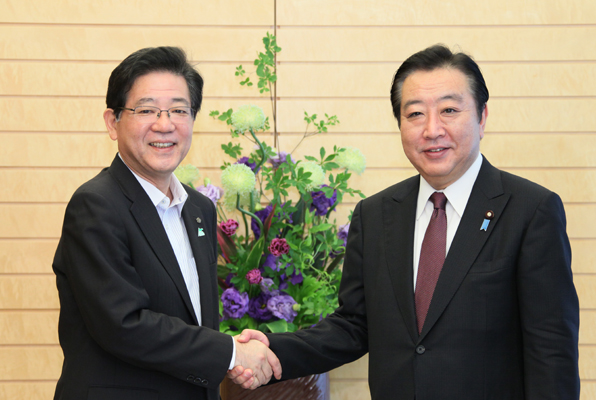
2012年、北橋（左）と野田佳彦首相（右。当時）

北橋 健治（きたはし けんじ、1953年〈昭和28年〉3月19日 - ）は、日本の政治家。元福岡県北九州市長（第12・13・14・15代）、民社協会専務理事。衆議院議員（6期）、大蔵政務次官（羽田内閣）、衆議院環境委員長を務めた。

## 来歴
兵庫県西宮市生まれ。母親は広島で被爆したため、北橋自身は被爆二世である。甲陽学院高等学校、東京大学法学部卒業。東京大学在学中、ヨーロッパの社会民主主義を研究するため、学内に社会思想研究会を設立した。同会のメンバーには国際自由労働組合総連盟のアジア太平洋組織の書記長を務めた鈴木則之がいる。東大卒業後、1977年から民社党に勤務する。
1986年、第38回衆議院議員総選挙に民社党公認で旧福岡2区（定数5）から出馬し、得票数3位で初当選した。旧福岡2区の同期当選には、後に小選挙区比例代表並立制導入以降、福岡9区で議席を争う自由民主党の三原朝彦がいた。1990年の第39回衆議院議員総選挙では次点で落選するが、1993年の第40回衆議院議員総選挙で国政に復帰。この選挙で自民党は衆議院で過半数の議席を失い、北橋が所属する民社党も加わった非自民8党派の細川連立政権が発足した。細川政権では税制ワーキングチーム、羽田政権で大蔵政務次官を務めた。
1994年、民社党解党に伴い新進党結党に参加。1996年の第41回衆議院議員総選挙では新進党公認で福岡9区から出馬し、新党さきがけ前職の三原朝彦を破り、3選。1997年7月に新進党を離党し、民主改革連合に入党。1998年、民主改革連合の解散により民主党に合流し、民主党入党後は、大学の同期である岡田克也の側近。岡田委員長の下で民主党役員室長。同年、衆議院環境委員長に就任。2000年の第42回衆議院議員総選挙では、新党さきがけ解党後に自民党に復党した三原朝彦や日本共産党の小沢和秋を福岡9区で破り、4選（小沢は比例復活）。2003年の第43回衆議院議員総選挙では、福岡9区で三原に3,490票差まで詰め寄られたが、議席を維持した（三原は比例復活し、7年ぶりに国政復帰）。
2005年の第44回衆議院議員総選挙では初めて自民党の三原朝彦に小選挙区で敗北し、重複立候補していた比例九州ブロックで6選。翌2006年12月、民主党を離党し衆議院議員を辞職（北橋の辞職により、比例九州ブロックで楠田大蔵が繰り上げ当選）。
2007年2月、北九州市長選挙に無所属（民主・社民・国民新推薦）で出馬し、当選。非自民系の北九州市長の誕生は40年ぶりであった。2011年2月の北九州市長選挙では、特定の政党の推薦は受けず、「市民党」を掲げて再選。
2015年の北九州市長選挙に際しては、「単独推薦」を条件に自民党福岡県連から推薦を受けた一方で、古巣である民主党をはじめ公明党、社会民主党、連合の地方組織からも支援を受け、三原朝彦の甥で元秘書の三原朝利らを大差で破り、3選。北橋の圧勝に終わったが、投票率は35.88%で、前回（37.0%）を下回り過去最低を更新した。
北九州マラソンを市長選の公約に掲げ実現し、開始当初から首長として実行委員会長を務める。2017年の第4回ではマラソン愛好家の市職員と組んでペアリレーマラソンに参加し約22km（後半）の距離を走った。
2019年の北九州市長選挙では、特定の政党の推薦は受けなかったが、自民・公明・ハートフル北九州（民主党系）の各会派の支援を受け、大差で4選を果たした。
2022年11月9日、2023年北九州市長選挙には出馬せず、市長を辞す意向を表明した上で、北九州市議会の与党会派である自民党市議団とハートフル北九州（立憲民主党・国民民主党・無所属の共同会派）から出馬要請を受けた津森洋介（国土交通官僚）の「応援団に加わる」と表明した。北橋自身が与野党対立の末に誕生した市長として当初市政運営に苦慮した経緯から、与野党複数政党の相乗り体制による次期市政の構築を目指したが、津森はかつての北橋同様「市民党」を掲げ立候補した武内和久に及ばず落選した。

## 政策・主張
- 安全保障政策に関してはタカ派色の強い民社党の出身であり民社協会に所属しているが、集団的自衛権の行使には否定的である。尊敬する人物に元西ドイツ首相・ドイツ社会民主党党首のヴィリー・ブラントを挙げている。また公式サイトで自身の思想について社会民主主義を挙げている。
- 1999年の国旗及び国歌に関する法律案の衆議院本会議における採決では賛成票を投じた[12]。
- 2003年、静岡空港建設反対の国会議員署名活動で署名者に加わっている[13]。
- 永住外国人への地方選挙権付与に賛成しており、2000年7月に民主党が衆議院に法案を提出した際は、提出者に名を連ねた[14]。
- 選択的夫婦別姓制度の導入に賛成しており、衆議院議員時代に「着実に若い人を中心に選択的夫婦別姓の導入は支持されており、導入するべき」と発言した[15]。
- 2019年7月1日、LGBTなど性的少数者のカップルが婚姻に相当する関係にあると認める「パートナーシップ宣誓制度」を北九州市は導入した[16]。
- 北九州市IR推進協議会が要請している北九州市へのカジノを含む統合型リゾート（IR）誘致については、2019年8月時点で「ニュートラル」との姿勢を示している[17]。同年11月8日、香港の事業者から小倉駅北口エリアに約6000億円を投じてIR施設を建設するとの企画書の提案を受けた北橋は11月13日の記者会見で「数ある都市の中で北九州市を選んで具体的構想を検討して頂いて率直にうれしく思う。勉強をしっかり重ねたい」と述べた[18]。同月、北橋は市役所庁内関係部署の課長級クラスによるIR調査チームを設置し、翌年3月末までにIR誘致について一定の方向性を出す方針を明らかにした[19][20][21]。
- 2020年5月13日、新型コロナウイルス対策の財源に充てるため、自身の6月期末手当約300万円を全額カットすると発表した。副市長については50％、教育長と常勤監査委員については30％減額する[22]。

## 北橋市政の評価
2023年北九州市長選挙で朝日新聞が実施した出口調査では北橋の市政を「大いに評価する」または「ある程度評価する」と回答した人があわせて79%に達した。NHKの出口調査では同市政を「評価」と回答した人が81%、「評価せず」と回答した人が19%であった。他方で、同調査で北橋市政の路線継承の是非について尋ねたところ、「継続」を望む人が50%、「刷新」を望む人が50%という結果であった。

## 不祥事

### 選挙期間中の事実と異なるツイート
武内和久が初当選した2023年2月5日投開票の北九州市長選挙を巡り、4日午後9時前に自身のTwitterで「武内氏が自民党に推薦願を提出したものの、それが叶わなかった」とし、「その頃から武内氏による北橋市政への批判が激しさを増す一方となった」などと事実と異なる投稿を行った。投稿は翌朝に削除された。自民党福岡県連は推薦願は出ていないとしており、武内も「事実無根」と不快感を示した。

## 受章等
- 日本将棋連盟三段免状（2010年）[26]
- カンボジア王国友好勲章大十字章（2011年）[27][28]